# Izaskun Aramburu
Izaskun Aramburu Balda (San Sebastián, 27 de diciembre de 1975) es una deportista española que compitió en piragüismo en la modalidad de aguas tranquilas.
Ganó cinco medallas en el Campeonato Mundial de Piragüismo entre los años 1997 y 1999 y ocho medallas en el Campeonato Europeo de Piragüismo entre los años 1997 y 2000.
Participó en dos Juegos Olímpicos de Verano, ocupando el sexto lugar en Atlanta 1996 (K2 500 m y K4 500 m) y el octavo en Sídney 2000 (K4 500 m).

## Palmarés internacional
| Campeonato Mundial | Campeonato Mundial | Campeonato Mundial | Campeonato Mundial |
| Año                | Lugar              | Medalla            | Competición        |
| ------------------ | ------------------ | ------------------ | ------------------ |
| 1997               | Dartmouth (Canadá) | Medalla de bronce  | K2 500 m           |
| 1997               | Dartmouth (Canadá) | Medalla de bronce  | K4 500 m           |
| 1998               | Szeged (Hungría)   | Medalla de bronce  | K2 200 m           |
| 1998               | Szeged (Hungría)   | Medalla de bronce  | K4 500 m           |
| 1999               | Milán (Italia)     | Medalla de oro     | K2 200 m           |
| Campeonato Europeo |                    |                    |                    |
| Año                | Lugar              | Medalla            | Competición        |
| 1997               | Plovdiv (Bulgaria) | Medalla de plata   | K2 200 m           |
| 1997               | Plovdiv (Bulgaria) | Medalla de oro     | K2 500 m           |
| 1997               | Plovdiv (Bulgaria) | Medalla de plata   | K4 200 m           |
| 1997               | Plovdiv (Bulgaria) | Medalla de bronce  | K4 500 m           |
| 1999               | Zagreb (Croacia)   | Medalla de bronce  | K2 500 m           |
| 1999               | Zagreb (Croacia)   | Medalla de plata   | K4 500 m           |
| 2000               | Poznań (Polonia)   | Medalla de bronce  | K4 200 m           |
| 2000               | Poznań (Polonia)   | Medalla de bronce  | K4 500 m           |